# Casma (província)
Casma é uma província do Peru localizada na região de  Ancash. Sua capital é a cidade de Casma.

## Distritos da província
- Buena Vista Alta
- Casma
- Comandante Noel
- Yautan